# Marcelle Bergerol
Marcelle Bergerol (née Cahen le 17 février 1901 à Paris et décédée le 1er mars 1989 à Boulogne-Billancourt) est une artiste peintre française.

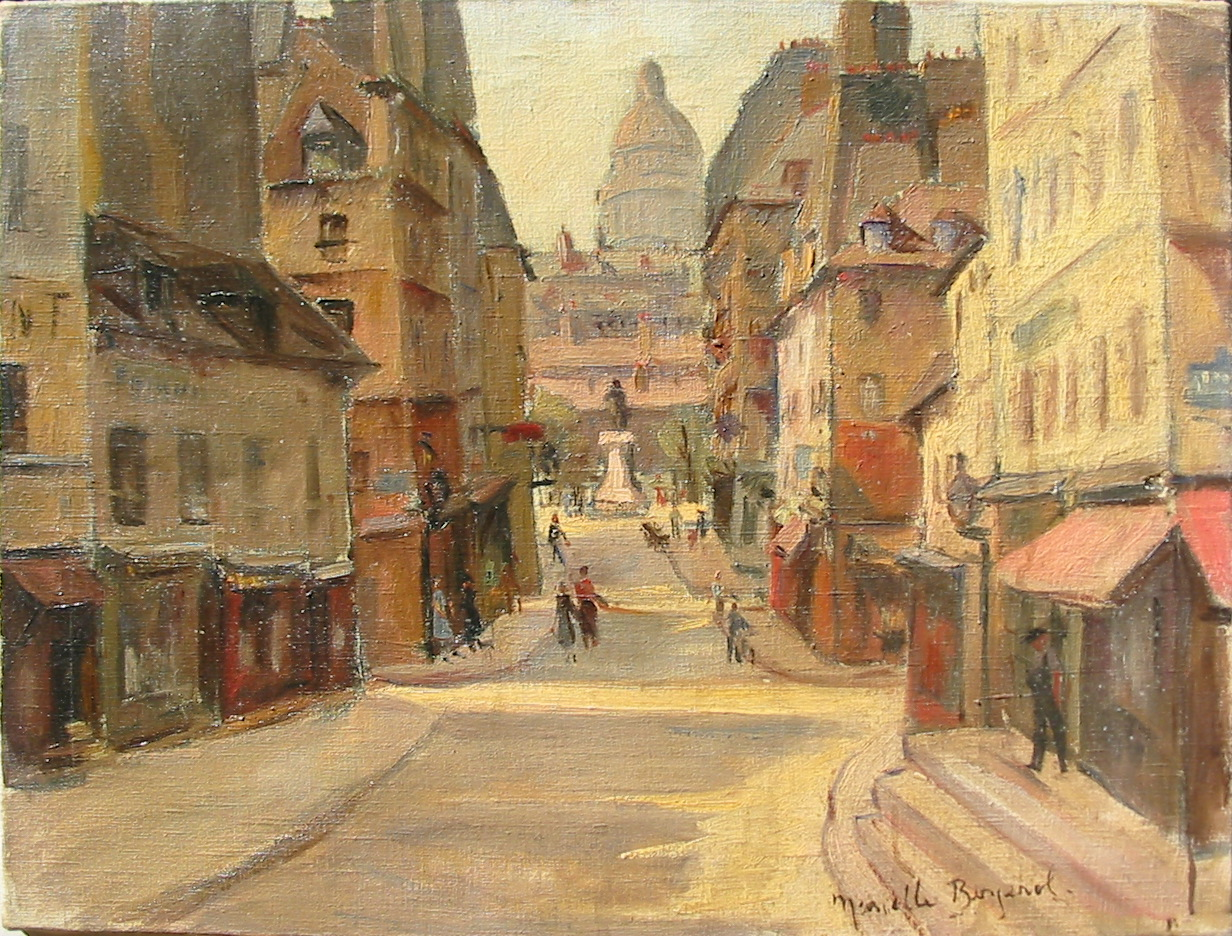
Rue vers le Sacré-Cœur - Huile sur toile

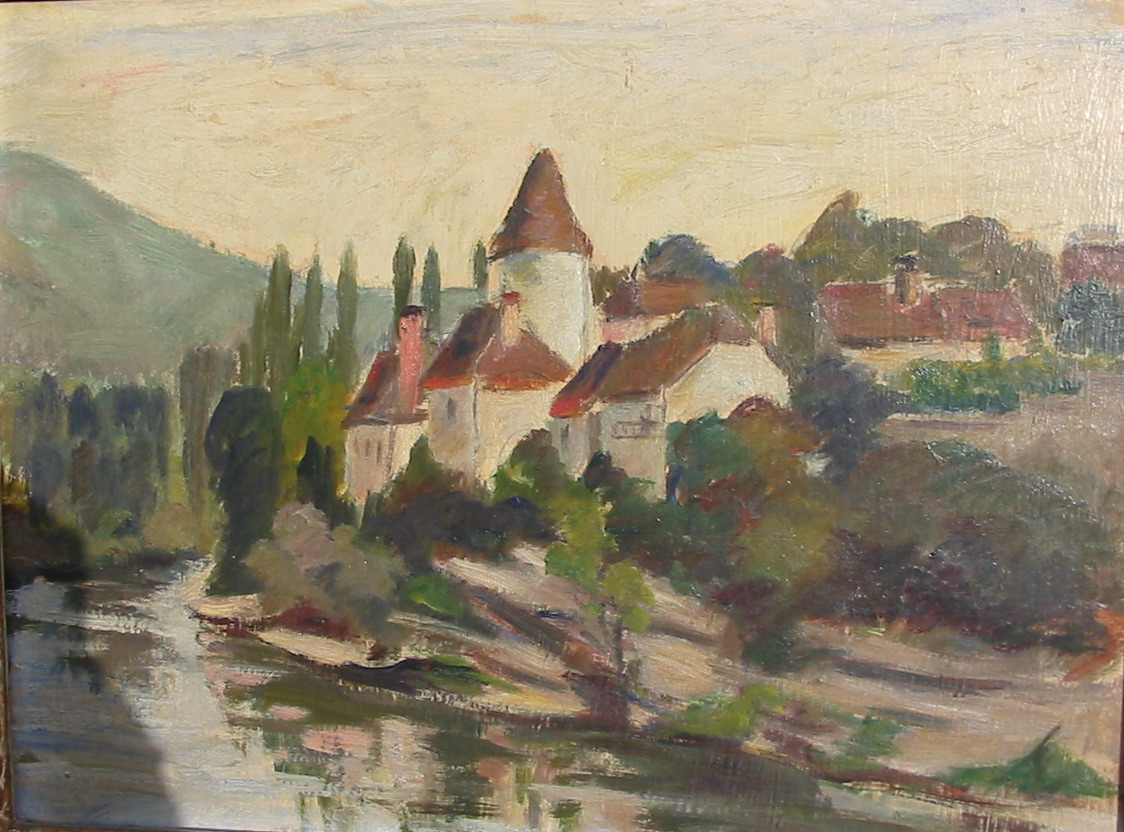
Village de Meyronne - Huile sur toile - 1954

## Biographie
Après avoir dans son adolescence suivi des cours de dessin, Marcelle Cahen est élève d'Edmond Heuzé. Peintre figuratif, son nom demeure attaché au Quercy qu'elle commence à fréquenter dans les années 1920. Elle y rencontre ainsi à Souillac en 1928 André Baptiste Bergerol, alors en vacances dans sa résidence familiale (dénommée Blazy), qu'elle épouse. Bien que membre de la Société des Arts en Quercy, son œuvre se compose également de représentations de Paris, de portraits, de natures mortes, de paysages d’Espagne, du Maroc et de Bretagne.
En 1929, elle expose à la Galerie Armand Drouant les toiles Étude de femme rousse, L'Ile Tudy, Les vieux remparts, Chrysanthèmes ainsi que des vues de Paris telles Place du Carrousel ou Le Pont d'Arcole.

## Contributions bibliophiliques
- Yvonne Grès, Acteurs, mes amis - Annuaire anecdotique, dessins de Marcelle Bergerol, Marcel Durans, Philippe Moutard-Martin, Sylviane Sarrau et Jean Vincent, Éditions Vendôme, 1973.

## Expositions

### Salons
- Salon des indépendants, Paris, à partir de 1927[3].
- Salon d'automne, Paris, de 1929 à 1936[3].
- Salon des Tuileries, Paris, de 1930 à 1934[3].

### Expositions personnelles
- Galerie Armand Drouant, Paris, février-mars 1929[4].
- Exposition non datées : Galerie du Versaut, Gallery Altarriba, Paris.